# Gare de Toritsu-daigaku
La gare de Toritsu-daigaku (都立大学駅, Toritsu-daigaku-eki) est une gare ferroviaire de la ville de Tokyo au Japon. Elle est située dans l'arrondissement de Meguro. La gare est gérée par la compagnie Tōkyū.

## Situation ferroviaire
La gare de Toritsu-daigaku est située au point kilométrique (PK) 5,6 de la ligne Tōkyū Tōyoko.

## Histoire
La gare a été inaugurée le 28 août 1927.

## Services aux voyageurs

### Accès et accueil
La gare est située sous les voies qui sont surélevées. Elle est ouverte tous les jours.

### Desserte
- Ligne Tōyoko :
  - voie 1 : direction Yokohama (interconnexion avec la ligne Minatomirai pour Motomachi-Chūkagai)
  - voie 2 : direction Shibuya (interconnexion avec la ligne Fukutoshin pour Kotake-Mukaihara et Wakōshi)